# Eudald Puntí i Gorchs
Eudald Puntí i Gorchs   (Torelló, 8 de maig de 1820 - Barcelona, 6 de maig de 1889) fou un ebenista amb taller propi al carrer de la Cendra de Barcelona al darrer quart del segle xix.

## Biografia
Fill de Miquel Puntí i Rosa Gorchs.
Va ser col·laborador habitual de l'arquitecte Antoni Gaudí i va ser l'autor de la seva taula de treball què es va cremar a la Sagrada Família el 1936. Entre els projectes d'aquest arquitecte on consta documentada la seva participació es troba el Palau Güell de Barcelona (1885-1889) on va realitzar els enteixinats, les portes i la decoració en fusta del menjador i del saló, El Capricho de Comillas on realitzà els mobles de la capella dissenyats per Gaudí, la casa Vicens on Puntí va dissenyar unes portes metal·liques per al tancament del mirador, i la casa Batlló amb una participació secundària, ja que tan sols va realitzar les portes del soterrani i la botiga, avui substituïdes.
Per al passatge de Bacardí de Barcelona va realitzar les portes de fusta l'any 1856, avui desaparegudes. Al seu equip va col·laborar habitualment el també ebenista Julià Soley.
Morí als 67 anys, i el seu taller es va anomenar Planas i Casas i, posteriorment, Queraltó i Planas, aquest darrer especialitzat en decoració d'establiments i de peces per al culte religiós.